# Paolo Tofoli
Paolo Tofoli (Fermo, Italia; 4 de agosto de 1966) es un exjugador profesional y entrenador de voleibol italiano. Actualmente es el entrenador del Tuscania Volley.

## Biografía

### Jugador

#### Clubes
Tofoli debuta en la Primera División italiana con 19 años en 1985 en las filas del Pallavolo Padova y tras cinco temporada ficha por el Sisley Treviso. En siete temporada en los orogranata gana títulos a nivel nacional (dos campeonatos y una copa de Italia) e internacional levantando todas la copas europeas: dos veces la Recopa de Europa, dos veces la Challenge Cup, la Supercopa europea de 1994 y sobre todo la Liga de Campeones de 1994/1995 (3-0 al Porto Ravenna Volley).
Juega la temporada 1997/1998 en las filas del Ferrara Volley y en verano 1998 se marcha al Roma Volley: en la temporada 1999/2000 gana su tercer campeonato y su tercera Challenge Cup. Tras tres años en el equipo de la capital ficha por el Trentino Volley donde se queda cinco temporadas sin ganar títulos. En 2005/2006 juega en el Perugia Volley y el año siguiente ficha por tres temporadas por el M. Roma Volley consiguiendo el único título en la historia del equipo, la Copa CEV de 2007/2008. Acaba con su larga carrera en 2009 con 43 años con 682 partidos en la Serie A1.

#### Selección
Tofoli debuta con Italia en 1987 y es el armador titular de la selección más poderosa de la década de los 90. Gana los mundiales de 1990, 1994 y 1998 y participa en cuatro ediciones de los Juegos Olímpicos ganando las medallas de plata en las de  Atlanta 1996 y de  Atenas 2004 y la de bronce en la de Sídney 2000. En su palmarés también cuenta con 4 Eurocopas y 5  World League.

### Entrenador
Dos años después de acabar su carrera como jugador es nombrado entrenador del Robursport Pesaro equipo de voleibol femenino de Primera División, con el cual gana la supercopa de Italia de 2010.
En 2012/2013 entrena el Volley Brolo de Segunda División masculina y la temporada siguiente, tras un verano como asistente de Marco Mencarelli en el banquillo de la selección femenina, ficha por el Tuscania Volley.

## Palmarés

### Jugador

#### Clubes
- Campeonato de Italia (3):  1993/1994, 1995/1996, 1999/2000
- Copa de Italia (1): 1992/1993
- Champions League (1): 1994/1995
- Supercopa de Europa (1): 1994
- Recopa de Europa/Copa CEV (2):  1993/1994, 2007/2008
- Challenge Cup (3): 1990/1991, 1992/1993, 1999/2000

### Entrenador

#### Clubes
- Supercopa italiana de voleibol femenino (1): 2010